# MADDIDA
Цифровой дифференциальный анализатор с магнитным барабаном (англ: Magnetic Drum Digital Differential Analyzer или (MADDIDA)) - компьютер, построенный компанией Northrop Aircraft Corporation в 1950 году. Один из первых компьютеров, построенный целиком на булевой логике.
MADDIDA состоял из 44 интеграторов и магнитного барабана с шестью дорожками для хранения данных. Взаимосвязь интеграторов задавалась определенным сочетанием битов на одной из дорожек барабана.